# Vertragsstrafe
Die Vertragsstrafe (auch Konventionalstrafe oder Konventionsstrafe genannt) bezeichnet im Vertragsrecht eine der anderen Vertragspartei verbindlich zugesagte Geldsumme für den Fall, dass der versprechende Schuldner seine vertraglichen Verpflichtungen nicht oder nicht in gehöriger Weise erfüllt.

## Sprachliches
Sie wird auch als Pönale (lateinisch poena ‚Strafe‘; englisch penalty [ˈpɛnl̩tɪ] (anhörenⓘ)) bezeichnet. Neben das Pönale (Mehrzahl Pönalien) ist auch die Pönale (Mehrzahl Pönalen) gebräuchlich. Hieraus wurde das Strafversprechen (lateinisch poenae stipulatio) entwickelt.
Konventionsstrafe ist die Eindeutschung des lateinischen poena conventionalis. lateinisch conventio bedeutet im übertragenen Sinne Vertrag.

## Allgemeines
Vertragsstrafen finden sich in verschiedenen Rechtsgebieten, so im Kaufrecht (z. B. zur Absicherung einer Lieferfrist), im Baurecht (z. B.: zur Absicherung der Bauzeit bei einer Fertigstellungsfrist) oder Wettbewerbsrecht (zur Absicherung einer Unterlassungserklärung).
Eine solche wird von zwei Vertragspartnern vereinbart, falls die genaue Einhaltung des Vertrages für den Auftraggeber (Käufer) besonders wichtig ist (beispielsweise wenn etwas rechtzeitig geliefert, erbaut, geleistet oder unterlassen werden soll).
Der Gläubiger der Vertragsstrafe (z. B. Käufer, Bauherr, Unterlassungsgläubiger) muss nicht nachweisen, dass ein Schaden entstanden ist. Er hat bei entsprechender Vereinbarung Anspruch auf das Pönale, wenn der Schuldner (z. B. Verkäufer, Bauunternehmer, Unterlassungsschuldner) nicht rechtzeitig oder vertragsgerecht seine Leistung erfüllt.
Pönalen sind atypische Forderungen. Sie sind in der Regel konkret beziffert oder aber einfach feststell- und kalkulierbar und dadurch auch leicht einforderbar. Im Wettbewerbsrecht findet sich zur Bestimmung der Vertragsstrafenhöhe auch der neue Hamburger Brauch, nach welchem der Gläubiger der Vertragsstrafe diese selbst bestimmen kann, der Schuldner aber die Möglichkeit hat, die bestimmte Höhe durch ein zuständiges Gericht überprüfen zu lassen.

## Rechtsfragen
Eine gesetzliche Regelung enthalten in Deutschland die §§ 339 ff. BGB. Sie ist durch einen schuldrechtlichen Vertrag zwischen den Vertragspartnern änderbar. Der Sinn solcher Strafversprechen ist es, den Schuldner zu einem vertragskonformen Verhalten zu bewegen (Druckmittel). Zudem kann der Gläubiger im Falle des Vertragsbruchs die Konventionalstrafe als Mindestschaden geltend machen, ohne auf vertragliche oder gesetzliche Ansprüche angewiesen zu sein, bei deren Geltendmachung er für die Höhe des konkreten Schadens beweispflichtig wäre.
Vereinbarungen zu Vertragsstrafen finden sich oftmals
- im Arbeitsrecht (siehe unten),
- im Werkvertrag, insbesondere im Bauvertrag oder im Werklieferungsvertrag (siehe Bindefrist),
- in Verträgen zwischen Kaufleuten,
- in strafbewehrten Unterlassungserklärungen (vergleiche Abmahnung), insbesondere im Wettbewerbsrecht,
- bei Massengeschäften des täglichen Lebens.

Eine Vertragsstrafe kann unabhängig davon anfallen, ob ein Schaden entstanden ist und wie hoch er gegebenenfalls tatsächlich ist. Der Käufer kann im Kaufvertragsrecht zusätzlich immer noch die bestellte Ware verlangen. Der Unterlassungsgläubiger hat weiterhin Anspruch auf Unterlassung des wettbewerbswidrigen Verhaltens.
Ist eine Vertragsstrafe unverhältnismäßig hoch, kann sie nach § 343 BGB durch Urteil herabgesetzt werden. Dies gilt nicht, wenn der Schuldner ein Kaufmann ist und die Vertragsstrafe im Betrieb seines Handelsgewerbes versprochen hat (§ 348 HGB). Um die Rechtsfolge des § 348 HGB zu umgehen, wird die Vertragsstrafe häufig nach dem neuen Hamburger Brauch versprochen.
Eine Vertragsstrafe ist abzugrenzen vom Reugeld nach § 353 BGB, bei dem der Rücktritt erkauft wird und einem pauschalierten Schadensersatz, welcher lediglich der Beweiserleichterung und Prozessökonomie dient.
Eine Formularklausel, durch die sich der Vermieter im Mietvertrag eine Vertragsstrafe vom Mieter versprechen lässt, ist nach § 555 BGB unwirksam. Dies gilt allerdings nur im Wohnraummietrecht. Ebenfalls kann eine Vertragsstrafe in den Allgemeinen Geschäftsbedingungen gegenüber Verbrauchern nach § 309 Nr. 6 BGB, aber auch im Rechtsverkehr zwischen Unternehmern nach § 307 BGB unwirksam sein.

### Arbeitsrecht
Die Vertragsstrafe ist im Arbeitsrecht ein Mittel, um sich die Erfüllung vertraglicher Verpflichtungen durch den Arbeitnehmer zu sichern. Denkbar ist eine derartige Maßnahme
- beim Nichtantreten einer Stelle,
- beim Verlassen des Betriebes ohne Einhalten der Kündigungsfrist,
- beim Verstoß gegen Verschwiegenheitspflichten.

Die Vertragsstrafe muss im Arbeitsvertrag ausdrücklich formuliert und gut lesbar hervorgehoben sein. Die Höhe der Strafe ist vorher festzulegen. Sie sollte normalerweise ein Monatsgehalt nicht übersteigen.

### Wettbewerbsrecht
Im Wettbewerbsrecht dient die Vertragsstrafe dazu, die zukünftige Unterlassung wettbewerbswidrigen Verhaltens sicherzustellen. Hierzu gehört die Unterlassung
- irreführender Angaben zur gesundheitsfördernden Wirkung von Heilmitteln,
- eines Verstoßes gegen die Auszeichnungspflicht von Nahrungsergänzungsmitteln oder
- der Verwendung unwirksamer Allgemeiner Geschäftsbedingungen.

Während der Unterlassungsgläubiger häufig eine feste Vertragsstrafe fordert, verspricht der Unterlassungsschuldner – was rechtlich zulässig ist – in der Regel eine Vertragsstrafe in unbestimmter Höhe nach dem neuen Hamburger Brauch. Bei einer festen Vertragsstrafe wird häufig ein Betrag von über 5.000,00 EUR gewählt, um die sachliche Zuständigkeit der Landgerichte (mit vermeintlich höherer Rechts- und Sachkompentenz) für eine Vertragsstrafenklage festzulegen (§ 23 GVG).

### Massengeschäfte des täglichen Lebens
Bei sogenannten Massengeschäften dienen Vertragsstrafen der vereinfachten Abwicklung und kostengünstigen Rationalisierung des Betriebs. So werden z. B. im Bereich des Bahnverkehrs Vertragsstrafen gegen Schwarzfahrer eingesetzt, die für den Fall, dass kein gültiges Ticket gelöst worden ist, ein „erhöhtes Beförderungsentgelt“ bezahlen müssen. Rechtsgrundlage für diese Vertragsstrafe stellt die Eisenbahnverkehrsordnung dar.
In Allgemeinen Geschäftsbedingungen werden Vertragsstrafen insbesondere bei der privaten Parkraumbewirtschaftung eingesetzt. Diese Art der Vertragsstrafen ist vielen Diskussionen über eine angebliche „Abzocke“ durch die Parkraumbewirtschafter ausgesetzt, wird jedoch von der Rechtsprechung des Bundesgerichtshofs und der herrschenden Meinung in der juristischen Literatur für zulässig gehalten. Insbesondere verstoßen Vertragsstrafenklauseln, die auf die Abwehr von Falschparkern gerichtet sind, grundsätzlich nicht gegen § 309 Nr. 6 BGB.

## International
Die Konventionalstrafe ist in Österreich ein pauschalierter Schadenersatz (Pönale) und nach seiner systematischen Stellung im ABGB ein Sonderfall des Verzugsschadens, der vertraglich vereinbart werden muss. Sie ist zu leisten, wenn die vertraglich vereinbarte Leistung gar nicht oder nicht auf gehörige Art oder zu spät erbracht worden ist (§ 1336 ABGB). Der vertragliche Erfüllungsanspruch besteht fort. Die Vertragsstrafe schließt einen weitergehenden Schadersatz nicht aus (§ 1336 Abs. 3 ABGB). Die Höhe unterliegt einer richterlichen Angemessenheitskontrolle (§ 1336 Abs. 2 ABGB). Der sogenannten Mäßigung ist der im Zeitpunkt ihrer Vereinbarung bei einer ex-ante-Betrachtung als möglich denkbare Schaden zugrunde zulegen. Die Frage nach der Höhe eines wirklichen Schadens ist dagegen nicht von Belang. Da das Unternehmensgesetzbuch (UGB) keine Sonderregelung mehr enthält, ist § 1336 ABGB einschließlich der Mäßigung seit dem 1. Jänner 2007 auch auf Unternehmer anwendbar. Das wird in der Literatur kritisiert, weil zwischen Unternehmern normalerweise Vertragsfreiheit herrscht.
Die Konventionalstrafe ist unabhängig vom tatsächlichen Eintritt eines Schadens. Vielmehr bezweckt sie neben dem vereinfachten Ausgleich der durch eine Vertragsverletzung entstandenen Gläubigernachteile auch den rechtlich schutzwürdigen zusätzlichen Erfüllungsdruck im Gläubigerinteresse. Der Erfüllungsdruck soll die bei einer ex-ante-Betrachtung nach den jeweiligen Umständen des Einzelfalls als Folge der Nichterfüllung beziehungsweise nicht gehörigen Erfüllung der maßgeblichen Vertragspflicht typischen Gefahren einer konkreten Schädigung des Gläubigers abwenden.  Dabei soll die Konventionalstrafe häufig auch ideelle Nachteile ausgleichen und bloße Unannehmlichkeiten oder Zeitverlust, die nach allgemeinen zivilrechtlichen Kriterien nicht ohne weiteres zu ersetzen wären.
Die Vertragsstrafe ist im Zweifel nur dann zu entrichten, wenn den Schuldner an der Nichterfüllung oder Schlechterfüllung auch ein Verschulden trifft.
Praktische Anwendung findet die Konventionalstrafe insbesondere im Baugewerbe (Werkverträge), aber auch im Arbeits- und im Mietrecht.
Die gesetzliche Regelung in der Schweiz ist im Obligationenrecht (OR) enthalten (Art. 160 OR bis Art. 163 OR).
Nach den Grundsätzen des Common Law muss unterschieden werden. Während in manchen Rechtsordnungen der USA die Vereinbarung von Vertragsstrafen unzulässig ist, soweit sie über den Schadenersatz hinausgeht, hat sich die Rechtslage in England seit einigen Jahren fundamental verändert. So waren lange Zeit hindurch auch dort nur sogenannte englisch liquidated damages wirksam zu vereinbaren, nicht hingegen eine Vertragsstrafe, die über diese Höhe hinaus ging. Das hat sich 2015 mit der berühmten Entscheidung des Supreme Court in der Sache Cavendish Square Holding BV v Talal El Makdessi [2015] UKSC 67 geändert. Seitdem kann auch nach englischem Recht eine Vertragsstrafe vereinbart werden, die über die reine Schadenspauschalierung hinausgeht.
Beispiel
„Die Lieferung und der Einbau der gesamten Kücheneinrichtung laut Vertrag und beiliegender Pläne hat bis 10. März 2014 zu erfolgen. Für jeden Tag, um den diese Frist überschritten wird, erhält der Auftraggeber ein Pönale von 2 % der Auftragssumme (zuzüglich geltender USt). Samstage, Sonn- und Feiertage zählen wie Werktage.“
Solche sonstigen Vertragsbestandteile konnten früher für Unternehmer existenzbedrohend werden. Vor allem in der Bauwirtschaft kam es oft zu Fällen, in denen das Pönale bei Nichteinhaltung der Vertragsleistung gezahlt werden musste. Mittlerweile sind durch die Rechtsprechung Höchstgrenzen für Vertragsstrafen (sowohl tages- als auch gesamtbezogen) gerade auch im Baugewerbe festgestellt.
Dabei ist besonders zu beachten, dass der Verkäufer (Leistende) das Pönale zahlen und zusätzlich den Vertrag erfüllen muss.